# 除冰套

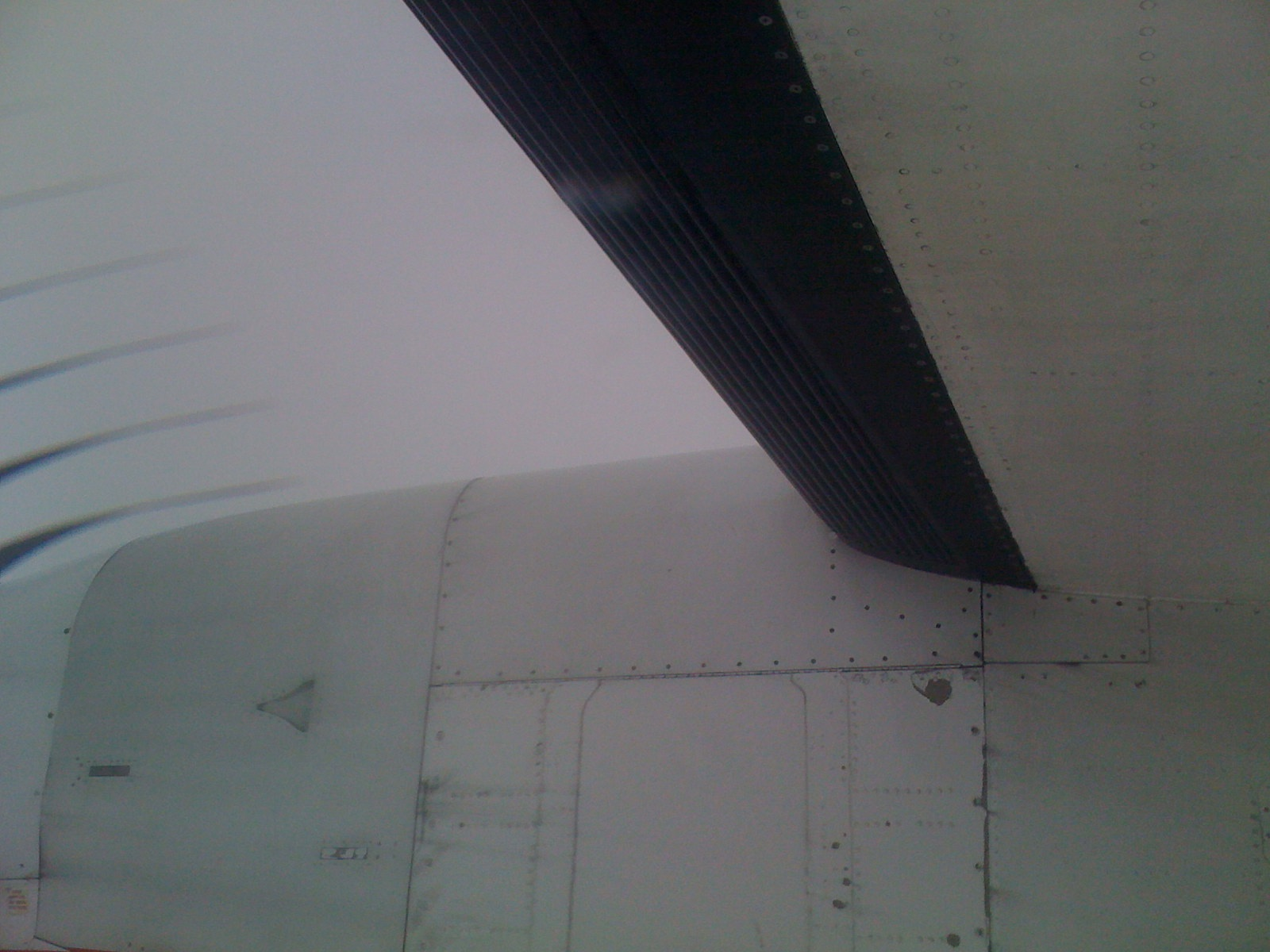
龐巴迪Dash 8 Q400客机机翼上的黑色橡胶除冰靴，通过充气使冰层破裂并驱离任何积冰。

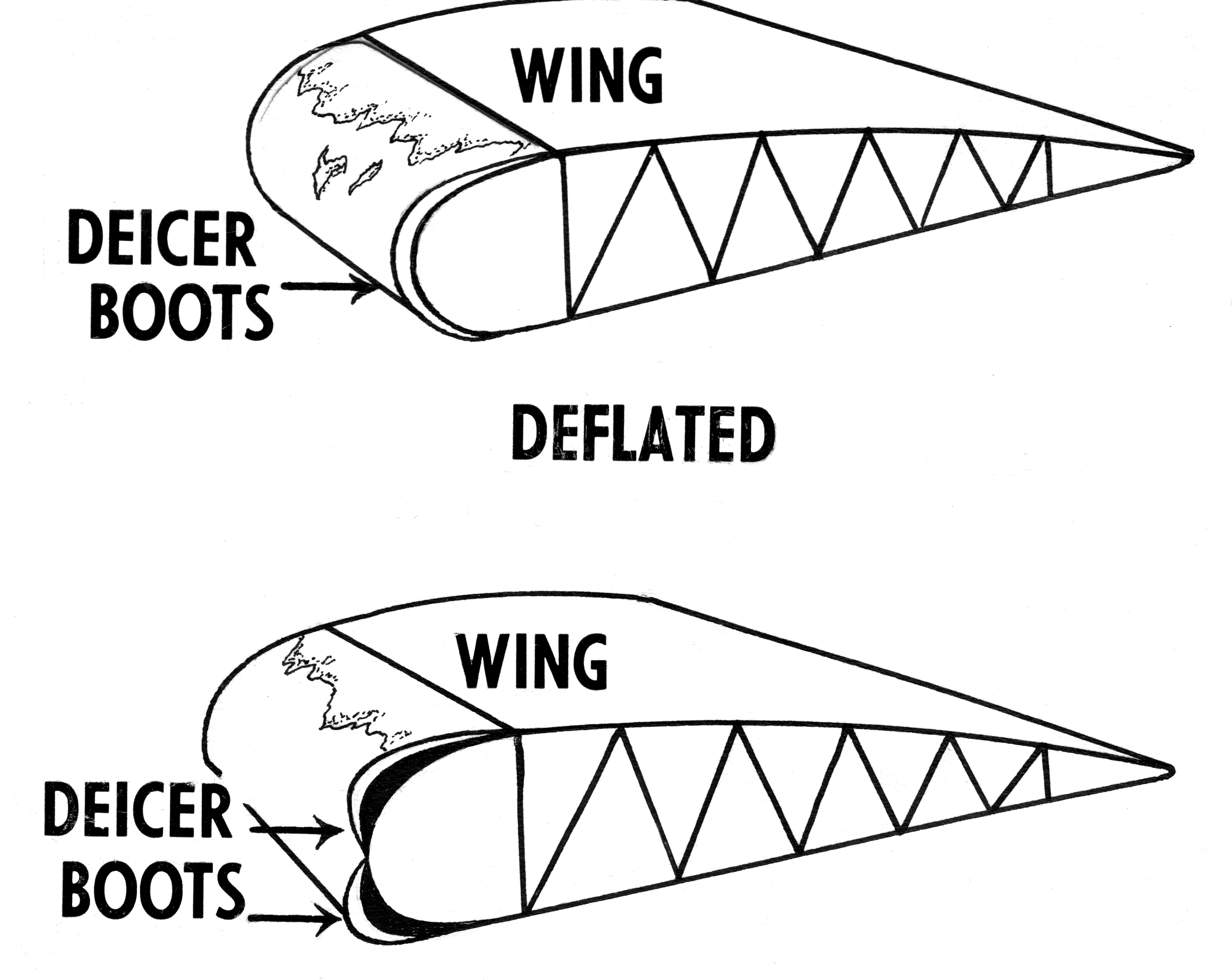
除冰套的工作原理

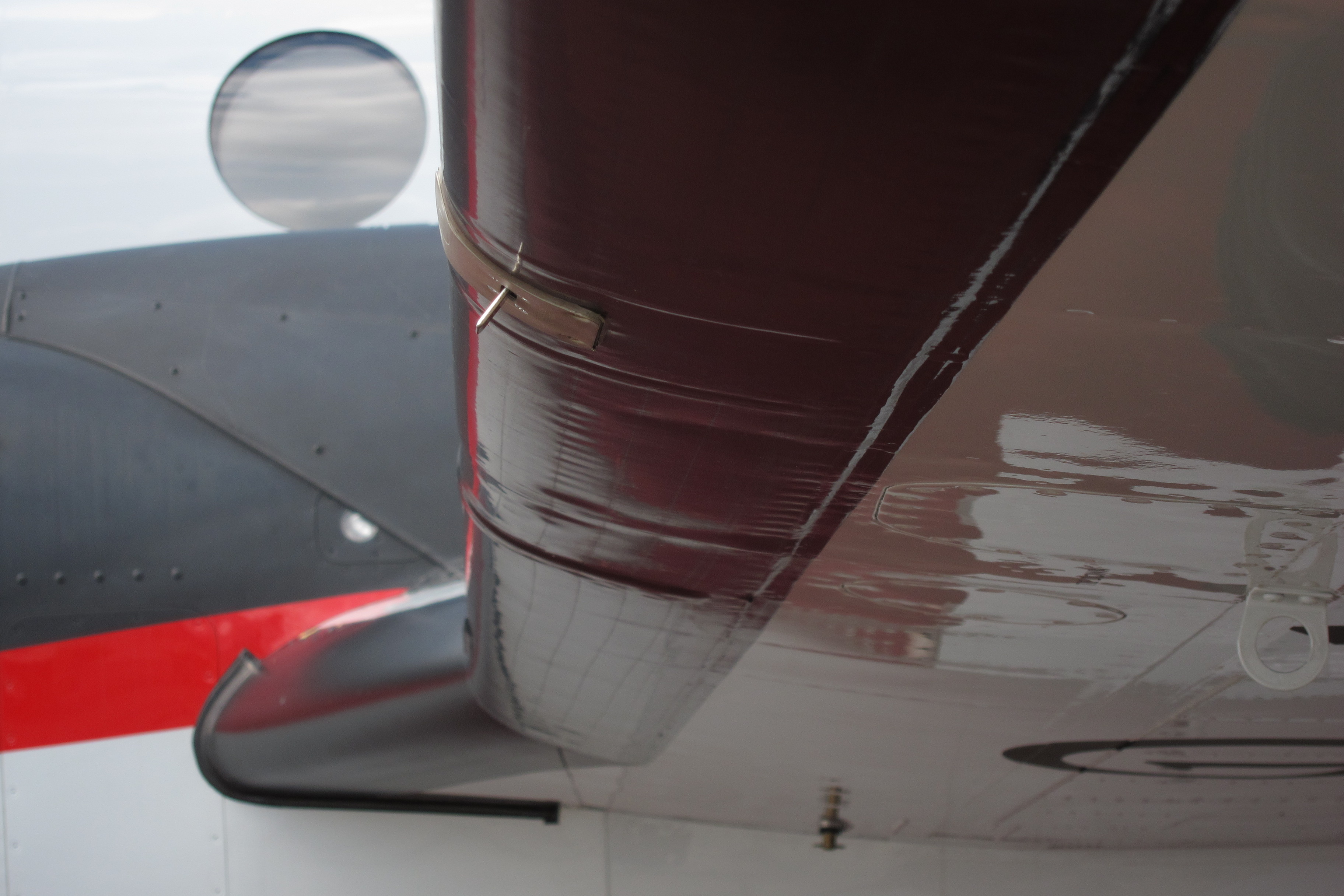
一架比奇比奇超级空中之王飞机前缘的除冰套橡胶

除冰套也称除冰靴（deicing boot）、充气靴，是一种安装在飞机表面的防冰系统，用以在飞行途中进行机械除冰。此种装置通常安装在机翼和控制面的前缘（例如水平稳定器和垂直稳定器），因为这些区域最有可能结冰，并且任何多余物都可能严重影响飞机的性能。

## 设计
除冰靴由安装在要除冰表面上的厚橡胶膜组成。当发生大氣結冰并且结冰累积时，一个气动系统使用压缩空气来充气除冰靴。除冰靴的膨胀会挤破积聚的冰层，然后碎冰被吹落到气流中。之后除冰靴放气，将机翼或表面恢复到最佳形状。
除冰靴需要经常更换（2-3年左右），并需要妥善保养。除冰靴上的孔洞可能产生空气泄露，从而降低有效性。因此，每次飞行前需要仔细检查除冰靴，并修补任何孔洞或切口。

## 历史
除冰套由古德里奇公司于大约1929年或1930年在俄亥俄州阿克伦发明。这项工作由退休的化学博士William C. Geer开始。在开发除冰套时，该公司在阿克伦建造了一个大型室内设施，以模拟恶劣天气和飞机机翼上的结冰。

## 备选方案
使用除冰靴可以使飞机获准进入已知的结冰环境。不过，它们可能不足以处理非常严重的结冰，其中冰的积累可能比除冰靴更快，或者积聚在除冰靴未覆盖的表面上，这存在着升力或控制损失，或者重量增加的风险。
除冰靴在中型飞机和实用飞机上最常见到。较大型飞机和军用喷气式飞机倾向于在机翼内使用加热系统，保持恒温来防止结冰。而热源包括：
- 排气（英语：Bleed air）系统：使用来自发动机压缩机部分的高温、压缩空气，将其导向要除冰的区域，在其被释放到气流中之前传递其热量。
- 电热系统：通过电流电阻部件，通常在前缘本身。这些系统需要大量电力，通常用于大型飞机，例如波音787。